# Втора битка при Силарус
Втората битка при Силарус или Битката в Лукания e битка между римляни и въстанали роби през 71 пр.н.е. по време на Въстанието на Спартак.

## Ход на битката
През 71 пр.н.е. войската на Спартак от около 75 000 души се среща на река Силарус (днес Селе) в Лукания, Италия, с войската на Марк Лициний Крас от 8 легиони или около 40 000 войници.
Спартак убива коня си след като вижда вражеската армия и напада с войската си. Той се бие в първите редове. Още в началото на битката Спартак е убит: едно копие (пилум) го улучва и той умира още на бойното поле. След смъртта на военачалника им много от въстаниците загубват смелост и се предават на римляните. Други бягат, голяма част, от които са хванати. Преди да пристигне Помпей битката е завършена.

## Резултат
При битката са убити 60 000 въстаници и 6 000 са пленени. Римляните имат малко загуби. 6 000-те пленени роби римляните разпъват на кръст по целия път Виа Апиа от Капуа до Рим. Така третото въстание на робите в Рим или въстанието на Спартак е потушено.